# Scranton, Iowa
Scranton là một thành phố thuộc quận Greene, tiểu bang Iowa, Hoa Kỳ. Năm 2010, dân số của thành phố này là 557 người.

## Dân số
Dân số qua các năm:
- Năm 2000: 604 người.
- Năm 2010: 557 người.